# 요한 코케이우스

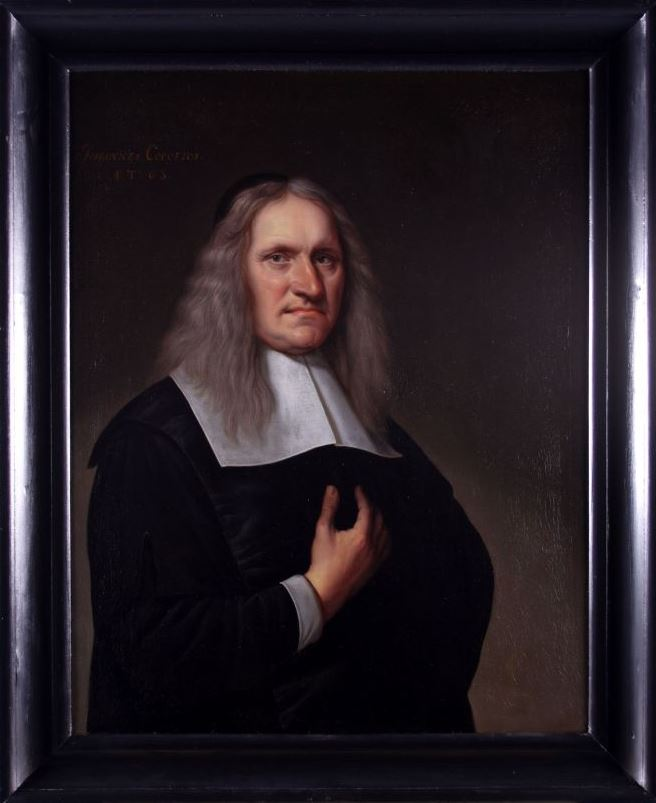
요하네스 코케이우스

요한 코케이우스(Johannes Cocceius,  Coccejus, 1603년 8월 9일-1669년 11월 4일)는 브레멘에서 태어난 네덜란드 신학자였다. 함부르크 대학교와 프란네케 대학교에서 공부하였다. 언약신학의 완성자이다. 1636년 레이든 대학에서 신학교수를 했다. 히브리어와 주석을 가르쳤고 언약신학의 창설자로서 구약 여러곳에서 그리스도를 발견할 수 있다고 주장했다. 인간이 타락전이나 타락후나 하나님과 인간의 관계는 언약이라고 한다. 그 첫 번째 언약은 행위언약이라고 한다. 타락후 이 언약은 예수께서 오심으로 완성된 은혜언약으로 대치되었다고 한다. 그는 윌리엄 에임스로부터 영향을 받았다. 프란시스쿠스 유니우스의 영향을 받아 신학적 구분법을 사용하였다.

## 신학
그는 신약의 실체인 그리스도 이전의 모든 것은 그림자로 지나가는 과정에 불과한 것으로 구약을 보았다. 이로 인해 구약과 신약이 모두 하나님의 말씀이지만, 시간의 흐름 속에서 그림자인 구약은 실체인 신약에 의해 대체되고 말씀으로서의 실체적인 효력을 상실하게 된다고 주장하였다.
그는 구약은 초기 미흡한 언약의 모습이기에 간과의 형식으로 용서가 되고, 신약은 더욱 발전된 언약의 시대이기에 죄의 완전한 제거, 용서로 칭의의 질적 수준의 차이가 난다고 주장하였다.
또한 그는 성경해석의 제일원리로 하나님 나라 백성 전체의 구원을 위한 하나님의 약속과 성취라는 구원역사로 삼았다.

### 안식일의 신학
레이든 안식일 논쟁(1655-1659)에서 코케이우스는 기스베르투스 푸티우스와 의견의 차이를 보이는 데, 코케이우스는 구약의 안식일은 신약의 주일과 다르므로 연관성이 없다고 주장한 반면, 푸티우스는 동일한 의미라고 주장하였다.

### 언약 신학
새 언약의 역사를 세 부분, 혹은 세 경륜으로 구분하였다.
1. 율법이전의 시대로 족장들의 가정을 중심으로 하나님의 나라가 나타난 시대
2. 율법의 시대로 양심을 통해서 율법을 준수하도록 한 시대로 선지자들과 제사들을 통해서 하나님의 은혜가 나타나며 하나님의 나라는 국가로 나타난다.
3. 율법이후의 시대로 그 안에서 그리스도가 나타났으며 하나님의 나라는 우주적으로 확장되었다.

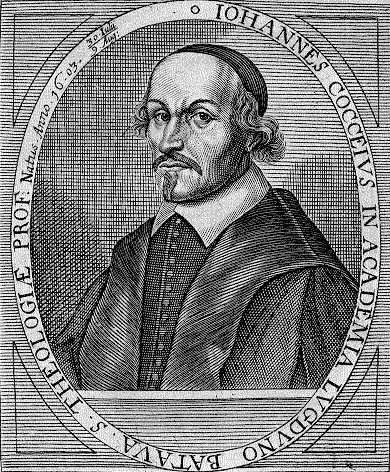
요하네스 코케이우스 목판

## 작품
- Lexicon et commentarius sermonis hebraici et chaldaici(Leiden,1669)
- Summa Doctrinae de Foedere et Testamento Dei(1648)

1. ↑  Fesko, J. V., 1970-. 〈3〉. 《The theology of the Westminster standards : historical context and theological insights》. Wheaton, Illinois. 82쪽. ISBN 978-1-4335-3311-2.
2. ↑  진실 (2018년 3월 20일). “신구약의 칭의론은 동일한가? [웨스트민스터 신앙고백11장6항”. 2020년 6월 6일에 원본 문서에서 보존된 문서. 2020년 6월 6일에 확인함.
3. ↑  17세기 네덜란드 개혁교회 신학자 기스베르투스 푸티우스의 생애와 신학(황대우)
4. ↑  Carmichael, Casey B. 《A continental view : Johannes Cocceius's federal theology of the sabbath》. ISBN 3-525-55278-5.
5. ↑  “언약신학의 역사”. 2014년 12월 1일. 2020년 6월 6일에 원본 문서에서 보존된 문서. 2020년 6월 6일에 확인함.